# Bloomfield Township (Clinton County, Iowa)
Die Bloomfield Township ist eine von 18 Townships im Clinton County im Osten des US-amerikanischen Bundesstaates Iowa.

## Geografie
Die Bloomfield Township liegt im Osten von Iowa  rund 40 km westlich des Mississippi, der die Grenze zu Illinois bildet. Die Grenze zu Wisconsin befindet sich rund 65 km nördlich.
Die Bloomfield Township liegt auf 41°59′31″ nördlicher Breite und 90°36′20″ westlicher Länge und erstreckt sich über 93,81 km².
Die Bloomfield Township liegt im Norden des Clinton County und grenzt im Norden an das Jackson County. Innerhalb des Clinton County grenzt die Bloomfield Township im Osten an die Waterford Township, im Südosten an die Washington Township, im Süden an die Welton Township, im Südwesten an die Grant Township und im Westen an die Brookfield Township.

## Verkehr
Durch den Westen der Bloomfield Township führt in Nord-Süd-Richtung des U.S. Highway 61. Im mittleren Nordosten der Township kreuzt der Iowa Highway 136. Alle weiteren Straßen sind County Roads sowie weiter untergeordnete und zum Teil unbefestigte Fahrwege.
Der nächstgelegene Flugplatz ist der rund 20 km nordwestlich der Township gelegene Maquoketa Municipal Airport; der nächstgelegene größere Flughafen ist der rund 65 km südlich gelegene Quad City International Airport.

## Bevölkerung
Bei der Volkszählung im Jahr 2010 hatte die Township 840 Einwohner. Neben Streubesiedlung existiert in der Bloomfield Township mit Delmar nur eine Siedlung (mit dem Status „City“).